# 内曼賈·佩特羅維奇
内曼賈·佩特羅維奇（1992年4月17日—）是一位塞爾維亞足球運動員。在場上的位置是左後衛。他現在效力於塞爾維亞足球超級聯賽游擊隊足球俱樂部。他也代表塞爾維亞U21國家足球隊參賽。